# Sapintus dilensis
Sapintus dilensis es una especie de coleóptero de la familia Anthicidae.

## Distribución geográfica
Habita en el archipiélago Bismarck.